# Vanilla bertoniensis
Vanilla bertoniensis là một loài thực vật có hoa trong họ Lan. Loài này được Bertoni miêu tả khoa học đầu tiên năm 1910.